# نیلامبور
نیلامبور (به انگلیسی: Nilambur) یک منطقهٔ مسکونی در هند است که در بخش مالاپورام واقع شده‌است. نیلامبور ۳۰٫۷۹ کیلومتر مربع مساحت و ۴۶٬۳۶۶ نفر جمعیت دارد و ۴۰۰ متر بالاتر از سطح دریا واقع شده‌است.